# Carlos Briones
Carlos Briones Guerrero (Guadalajara, 16 luglio 1968) è un ex calciatore messicano, di ruolo portiere.

## Carriera

### Club
Ha trascorso l'intera carriera nel campionato messicano.

### Nazionale
Ha vinto la CONCACAF Gold Cup nel 1996.